# Januarius Zick
Januarius Zick (Múnich, 6 de febrero de 1730-Koblenz-Ehrenbreitstein, 14 de noviembre de 1797) fue un pintor y arquitecto del siglo XVIII, uno de los principales maestros del rococó alemán. 

## Biografía
Januarius Zick nació en Múnich y comenzó el aprendizaje de su oficio con su padre, Johannes Zick, un reconocido pintor de frescos. En 1744, cuando Januarius Zick tenía catorce años, su hermano, tres años menor que él, murió al caer de un andamio cuando trabajaba de aprendiz en la abadía de Weingarten. De 1745 a 1748 completó sus estudios como aprendiz del arquitecto Jakob Emele en Bad Schussenried. Posteriormente trabajó con su padre en la Residencia de Wurzburgo, residencia del príncipe-obispo y hasta mediados de la década de 1750, en los frescos del palacio de Bruchsal, la residencia del príncipe-obispo de Espira
En 1756 marchó a París para recibir educación superior y en 1757 pintó el pequeño cobre que muestra a Jean-Jacques Rousseau recibiendo la iluminación para dar respuesta a la cuestión propuesta por la academia de Dijon sobre la relación entre las ciencias y las artes y la moralidad (Rousseau bei der Lösung der Preisaufgabe, Schaffhausen, Museum zu Allerheilingen). Allí también entró en contacto con artistas y marchantes de arte de Roma, Basilea y Augsburgo, quienes ampliaron su horizonte y tuvieron una influencia considerable en él. 
Tras pintar al fresco en el palacio de Engers, cerca de Neuwied, en 1760, fue nombrado pintor de la corte del príncipe elector y arzobispo de Tréveris y se estableció en Ehrenbreitstein, donde se casó con Anna Maria Gruber. 
Desde 1774 trabajó también en el diseño de taraceas para el ebanista David Roentgen.
A partir de los últimos años de la década de 1770, Januarius Zick estuvo muy activo en la Alta Suabia, realizando pinturas al fresco y retablos para las iglesias parroquiales y conventos. A mediados de la década de 1780 trabajó también en el área del electorado de Maguncia.
Murió en Ehrenbreitstein. Uno de sus catorce hijos fue el pintor de paisajes Konrad Zick.